# 15. september
15. september je 258. dan leta (259. v prestopnih letih) v gregorijanskem koledarju. Ostaja še 107 dni.

## Dogodki
- 1821 –
  - Gvatemala postane neodvisna država
  - Kostarika postane neodvisna država
- 1830 – odprta železniška proga med Liverpoolom in Manchesterom
- 1914 – začetek pozicijskega bojevanja na zahodni fronti
- 1916 – Britanci pošljejo v boj na bojišču na Sommi prve tanke
- 1917 – predstavniki liberalne in klerikalne stranke na pobudo škofa Jegliča podpišejo ljubljansko izjavo
- 1932 – ustanovljena japonska marionetna država Mandžukuo
- 1935 – sprejet Zakon za varstvo nemške krvi in časti
- 1939 – Japonska in Sovjetska zveza podpišeta pogodbo o vzpostavitvi miru na mongolski-mandžurski meji
- 1940 – vzpostavi se nemška zasedbena oblast za Beneluks in severno Francijo
- 1944 –
  - Rdeča armada in enote NOV in POJ se srečajo pri Negotinu
  - zavezniki osvobodijo Nancy
- 1947 – veljati začne mirovna pogodba z Italijo in 21 državami, med njimi tudi z Jugoslavijo, ki tako dobi velik del Primorske
- 1982 – papež Janez Pavel II. sprejme v avdienco Jaserja Arafata
- 2008 – Propade 4. največja banka v ZDA, Lehman Brothers
- 2017 – NASA strmoglavi vesoljsko sondo Cassini-Huygens na Saturn in tako konča njeno 20. letno raziskovalno misijo

## Rojstva
- 601  - Ali, kalif islamskega kalifata  († 661)
- 973 – al-Biruni, arabski matematik, astronom, fizik, učenjak, enciklopedist, učitelj († 1048)
- 1254 – Marco Polo, beneški trgovec, raziskovalec († 1324)
- 1715 – Jean-Baptiste Vaquette de Gribeauval, francoski general, inženir († 1789)
- 1736 – Jean Sylvain Bailly, francoski astronom, politik († 1793)
- 1737 – Mikloš Küzmič, prekmurski porabski pisatelj, prevajalec, dekan Slovenske okrogline († 1804)
- 1789 – James Fenimore Cooper, ameriški pisatelj († 1851)
- 1830 – Porfirio Díaz, mehiški državnik († 1915)
- 1857 – William Howard Taft, ameriški predsednik († 1930)
- 1877 – Wilhelm Adam, nemški general († 1949)
- 1881 – Ettore Arco Isidoro Bugatti, italijanski izdelovalec avtomobilov († 1947)
- 1882 – Otto Weddingen, nemški podmorniški častnik († 1915)
- 1886 – Paul Pierre Lévy, francoski matematik († 1971)
- 1888 – Antonio Ascari, italijanski avtomobilski dirkač († 1926)
- 1890 – Agatha Christie, angleška pisateljica († 1976)
- 1904 – Umberto II., zadnji italijanski kralj, maršal († 1983)
- 1908 – Miško Kranjec, slovenski pisatelj, novinar († 1983)
- 1926 – Jean-Pierre Serre, francoski matematik
- 1928 – Julian Adderley, ameriški jazzovski saksofonist († 1975)
- 1929 – Murray Gell-Mann, ameriški fizik, nobelovec 1969 († 2019)
- 1937 – Giuseppe Puglisi, italijanski duhovnik in svetnik († 1993)
- 1946 – 
  - Oliver Stone, ameriški filmski režiser
  - Tommy Lee Jones, ameriški filmski igralec
- 1955 – Željka Antunović, hrvaška političarka
- 1965 – Thomas Stangassinger, avstrijski alpski smučar
- 1984 – Harry Valižanski, britanski princ
- 1994 – Wout van Aert, belgijski cestni kolesar

## Smrti
- 1054 – Garcia Sanchez III., kralj Navarre (* 1016)
- 1140 – Adelajda Ogrska, češke vojvodinja (* 1105/1107)
- 1231 – Ludvik I., bavarski vojvoda (* 1173)
- 1326 – Dimitrij Tverski, vladimirski veliki knez (* 1299)
- 1350 – Ibn Kaijijim Al Džauzija, islamski pravnik šole hanbali (* 1292)
- 1352 – Ewostatewos, etiopski svetnik (* 1273)
- 1510 – Sveta Katarina iz Genove, mistikinja in svetnica katoliške Cerkve (* 1447)
- 1521 – Neagoe Basarab, vlaški knez (* okrog 1521)
- 1559 – Izabela Jagelo, poljska princesa in ogrska kraljica (* 1519)
- 1700 – André Le Nôtre, francoski arhitekt (* 1613)
- 1701 – Edmé Boursault, francoski dramatik in pisatelj (* 1638)
- 1803 – Giovanni Francesco Albani, italijanski kardinal (* 1720)
- 1864 – John Hanning Speke, angleški raziskovalec Afrike (* 1827)
- 1891 – Ivan Aleksandrovič Gončarov, ruski pisatelj (* 1812)
- 1893 – Thomas Hawksley, angleški gradbenik (* 1807)
- 1926 – Rudolf Christoph Eucken, nemški filozof in nobelovec za literaturo 1908 (* 1846)
- 1938 – Thomas Clayton Wolfe, ameriški pisatelj (* 1900)
- 1954 – Arthur Josef Alwin Wieferich, nemški matematik (* 1884)
- 1962 – William Weber Coblentz, ameriški fizik, astronom (* 1873)
- 1963 – Slavko Kolar, hrvaški pisatelj (* 1891)
- 1973 – Gustav VI. Adolf Švedski (* 1882)
- 1978 – Willy Messerschmitt, nemški letalski konstruktor (* 1898)
- 1983 – Prince Far I (Michael James Williams), jamajški pevec reggaeja, glasbenik (* 1944)
- 1985 – Cootie Williams, ameriški jazzovski trobentač (* 1908)
- 1993 – Giuseppe Puglisi, italijanski duhovnik in svetnik (* 1937)
- 2008 – Richard Wright, angleški klaviaturist in pianist (Pink Floyd) (* 1943)

## Prazniki in obredi
- Slovenija – dan vrnitve Primorske k matični domovini